# Marco Antonio Garza Mercado
Marco Antonio Garza Mercado (27 de diciembre de 1975) es un empresario de Monterrey, director general de GM Capital, empresa inmobiliaria que dirige junto a sus hermanos Benjamín Garza Mercado y Valentina Garza Mercado. Es hijo de Rosalinda Mercado Díaz y de Eudelio Garza Lozano, arquitecto y principal inversionista de la zona financiera de Valle Oriente.

## Biografía
Estudió la carrera de arquitectura en la Universidad de Monterrey (UDEM), comenzó su desarrollo profesional de la mano de su padre el arq. Eudelio Garza Lozano, con quien trabajó de 1994 a 2004. Durante este periodo estuvo a cargo de la administración y el desarrollo de Plaza Fiesta San Agustín. 
En 2004, pasó a ser director general de Invercity, desarrolladora inmobiliaria especializada en vivienda horizontal en Villa de Santiago. Durante este periodo se encargó de la planeación de proyecto de vivienda vertical en San Miguel de Allende.  
En ese mismo año reanudó actividades con el arq. Eudelio Garza Lozano, encargándose de la administración de la construcción de Plaza Fiesta Anáhuac y la administración de operaciones, construcción y dirección comercial de los proyectos residenciales Bosques, Magma Towers y Fuentes, ubicados en el estado de Nuevo León. 
Tras un pleito viralizado en redes sociales con su hermano Eudelio Garza Mercado donde lo golpea con una computadora portátil, en 2014, Marco Garza Mercado junto a sus hermanos Benjamín Garza Mercado y Valentina Garza Mercado fundaron la empresa GM Capital. Desarrolladora inmobiliaria que continúa con el legado de su padre, la empresa desarrolla y opera proyectos residenciales, centros comerciales y desarrollos de usos mixtos en el estado de Nuevo León. 
Actualmente, es presidente del Patronato Distrito Valle Oriente, AC que tiene como objetivo la regeneración del polígono de actuación Distrito Valle Oriente, en San Pedro Garza García. Al mismo tiempo es presidente del patronato de museos de San Pedro Garza García, quien lleva como objetivo la construcción y operación del Museo La Milarca, ubicado en el Parque Rufino y Olga Tamayo en la zona de Valle Oriente, en San Pedro Garza García. También fue presidente del Patronato Parque Rufino y Olga Tamayo, AC quien llevó a cabo la regeneración del parque Rufino y Olga Tamayo.
En diversas ocasiones, Marco Antonio Garza Mercado ha expresado posturas que apoyan la idea de una "urbanización sostenible", razón por la cual ha aparecido en el marco de algunos eventos relevantes del ámbito inmobiliario como la conferencia mundial Hábitat III, en el Foro Real Estate Business Summit Business, Foro Bienes Raíces Inversiones Inteligentes, entre otros.

## GM Capital
Estos son los desarrollos que conforman las unidades de negocio de GM Capital.
Residencial
- Fuentes Residencial
- Bosques Residencial
- Residencial Anáhuac

Usos Mixtos
- Magma Towers
- Distrito Armida
- Torres Acacia (en construcción)
- Torre Olma (en preventa)

Comercial
- Plaza Fiesta Anáhuac
- Plaza Fiesta San Agustín
- Plaza La Aurora
- Distrito Armida Fase 1 (Plaza Distrito Armida)
- Distrito Armida Fase 2 (en construcción)
- Distrito Armida Fase 3 (en construcción)

Oficinas
- Torre Anáhuac[1]
- Torre Malva
- Consultorios médicos Hospital Ángeles Valle Oriente (en construcción)

## Obras
Su primer proyecto fue Magma Towers, un complejo departamental que le valió algunos reconocimientos como el Architzer A+ Awards y el Iconic Awards.
Después de los desarrollos departamentales Fuentes y Bosques, comenzó la planeación y desarrollo de Distrito Armida, actualmente en construcción. Un proyecto de usos mixtos de 600,000 m² ubicado en Valle Oriente que consiste en 5 fases donde se construirán diversas torres de oficinas y departamentos con espacios comerciales y hoteles. Que además incluye un espacio de WeWork y una ampliación al Hospital Ángeles Valle Oriente.

## Presentaciones
Se ha presentado en algunos foros y congresos sobre urbanismo y movilidad como Foros El Norte, organizado por el Grupo Reforma,  así como el 5º Congreso de Desarrollos e Inversiones Inmobiliarias en la Ciudad de México. También participó como conferencista en el Foro Bienes Raíces y en la Feria del Emprendimiento del municipio de San Pedro Garza García.  